# Dorin Goga
Dorin Ioan Goga (n. 2 iulie 1984, Zalău, Sălaj, România) este un fotbalist român, care joacă pe post de atacant la Sănătatea Cluj în Liga a III-a. Pe plan internațional, are prezențe la națională pentru România.
A început fotbalul la FC Universitatea Cluj, de unde a fost vândut la FC Timișoara pe o sumă record la acea vreme - 1,5 milioane de euro. A jucat și pentru Rapid București, unde nu a rămas din cauza condițiilor financiare în care se afla clubul. După un sezon în Israel, s-a întors în Europa, mai exact în Georgia, unde a jucat pentru Dinamo Tbilisi. El a fost vicecampion al României în 2015 cu ASA Târgu Mureș, după care a revenit în Banat la Poli Timișoara.